# Joya Sherrill
Joya Sherrill (Bayonne, 20 augustus 1924 - Great Neck, 28 juni 2010) was een Amerikaanse jazzzangeres. Ze zong bij het orkest van Duke Ellington en toerde met Benny Goodman door de Sovjet-Unie.
Joya Sherrill kreeg als teenager de kans voor Duke Ellington een eigen tekst van "Take the A-Train" te zingen. De bandleider was onder de indruk en nam haar aan nadat ze van highschool af was, in juli 1942. Ze studeerde kort aan de universiteit, maar keerde in 1944 terug en zong er de hit "I'm Beginning to See The Light". Ze bleef in dienst van Ellington tot ze in 1946 trouwde. Sherrill bleef echter zingen, vaak met Ellington-musici, en trad in 1956 met Ellingtons band op tv op in "A Drum is a Woman". In 1959 nam ze de plaat "Sugar and Spice" op. Ze ging met Benny Goodman op tournee door de Sovjet-Unie - het was de eerste tournee van een Amerikaanse jazzband achter het IJzeren Gordijn. In 1963 trad ze nog één keer met Ellingtons band op. In de jaren zeventig had ze op een New Yorks tv-station een programma voor kinderen, 'Time for Toya', later 'Joya's Fun School'. Een van de gasten was Duke Ellington, in 1970. Het zou een van Ellingtons laatste tv-optredens zijn.
Sherrill overleed aan de gevolgen van leukemie.

## Discografie
- Sugar and Spice, Columbia, 1959
- Joya Sherrill Sings Duke, 20th Centruy Fox, 1965
- Black Beauty: The Duke in Mind, 1994

- Bibsys: 6023571
- Bibliothèque nationale de France: cb139491848 (data)
- CiNii: DA17259619
- Gemeinsame Normdatei: 135137551
- International Standard Name Identifier: 0000 0000 5516 5110
- Library of Congress Control Number: no92014666
- MusicBrainz: 7f1d60bc-5142-451e-ac0d-1d7c5f8ccbbf
- Nationale Bibliotheek van Polen: a0000003192969
- SNAC: w6b58xhk
- Système universitaire de documentation: 197613780
- Virtual International Authority File: 22333594
- WorldCat: E39PBJh4v6GK3BtJb7g4X4r6rq